# Antongilitis
Antongilitis là một chi bọ cánh cứng trong họ Chrysomelidae.
Chi này được Achard miêu tả khoa học năm 1916.

## Các loài
Chi này gồm các loài:
- Antongilitis andreonei Daccordi, 2001